# 卡默山
86°6′S 131°11′W / 86.100°S 131.183°W
卡默山（英語：Mount Carmer）是南極洲的山峰，位於瑪麗伯德地，處於希斯科克峰西北面4公里，根據美國地質調查局的測量和美國海軍的空中照片被繪入地圖，現時由南極條約體系管理。